# گری هورس (اوکلاهما)
گری هورس (به انگلیسی: Gray Horse) یک منطقهٔ مسکونی در ایالات متحده آمریکا است که در شهرستان اوسیج، اکلاهما واقع شده‌است.